# Appellationsgericht Eisenach
Das (gemeinsame) Appellationsgericht Eisenach war zwischen dem 1. Juli 1850 und 1879 ein Mittelgericht mehrerer thüringischer Kleinstaaten mit Sitz in Eisenach.
Es wurde als gemeinschaftliches Gericht des Herzogtums Sachsen-Weimar-Eisenach, des Fürstentums Schwarzburg-Rudolstadt und des Fürstentum Schwarzburg-Sondershausen gebildet. Ihm waren die Kreisgerichte dieser Länder nachgeordnet. Übergeordnetes Gericht war das Oberappellationsgericht Jena.
1863 schloss sich auch Reuß jüngere Linie und 1868 Sachsen-Coburg, Sachsen-Gotha und Reuß ältere Linie an. Das Appellationsgericht Gotha als gemeinsames Gericht von Coburg und Gotha wurde entsprechend aufgehoben.
Das Gericht verfügte ursprünglich über einen Präsidenten, einen Vizepräsidenten und aus sieben Räten. Mit dem Zugang der neuen Staaten wurde es erweitert.
Im Rahmen der Einführung der Reichsjustizgesetze wurde das Kreisgericht Sondershausen 1879 aufgelöst und seine Aufgaben auf verschiedene Landgerichte, hauptsächlich das Landgericht Rudolstadt verteilt.
Untergeordnete Gerichte:
- Kreisgericht Weimar (Sachsen-Weimar-Eisenach)
- Kreisgericht Eisenach (Sachsen-Weimar-Eisenach)
- Kreisgericht Weida (Sachsen-Weimar-Eisenach)
- Kreisgericht Sondershausen (Schwarzburg-Rudolstadt und Schwarzburg-Sondershausen)
- Kreisgericht Rudolstadt (Schwarzburg-Rudolstadt und Schwarzburg-Sondershausen)
- Kreisgericht Coburg (Coburg)
- Kreisgericht Gotha (Gotha)
- Kreisgericht Arnstadt (Schwarzburg-Sondershausen, Sachsen-Weimar-Eisenach)
- Kreisgericht Gera (Reuß jüngere Linie)
- Kreisgericht Schleiz (Reuß jüngere Linie)
- Kreisgericht Zeulenroda (Reuß älterer Linie)
- Justizamt Greiz (Reuß älterer Linie)
- Justizamt Burgk (Reuß älterer Linie)

## Richter
- Günther Keyser (1850–1860), Vizepräsident
- Carl Höland (1877–1879)